# Velebiter Tapferkeitsmedaille
Die Velebiter Tapferkeitsmedaille (kroatisch Velebitska kolajna za junaštvo) war eine Auszeichnung der kroatischen nationalistisch-terroristischen Ustascha. Sie wurde 1932 vom Ustascha-Hauptquartier an Beteiligte des im gleichen Jahr initiierten sogenannten „Velebiter Aufstands“ verliehen.
Am 10. April 1945 wurde sie zur staatlichen Auszeichnung des Unabhängigen Staates Kroatien (NDH) erklärt. Die silberne Ordensstufe rangierte an 24., die bronzene Stufe an 32. Stelle des damaligen kroatischen Ordenssystems.

## Stufen
Die Auszeichnung wurde in zwei Stufen verliehen:
- Silber (10 Verleihungen an die Ustasche, welche für den „Velebiter Aufstand“ ins Land kamen)
- Bronze (4 Verleihungen an die Ustasche, welche in der Heimat den „Velebiter Aufstand“ unterstützten)

## Dekoration
Der Avers zeigt das Emblem der Ustascha, den Großbuchstaben „U“ mit Serifen, darin eine silberfarbene, rot flammende Granate. Die Granate ist mit dem historischen Wappen Kroatiens, beginnend mit einem ersten silbernen Feld, belegt. Die Umschrift lautet: USTAŠA za Junačtvo (USTASCHA für Tapferkeit).
Der Revers zeigt das Wappen der kroatischen Ustascha-Organisation Hrvatski Domobran, ein dreigeteiltes Wappen mit den historischen Wappen von Dalmatien, Bosnien und Slawonien, als Herzschild aufliegend das historische Schachbrett-Wappen Kroatiens. Die Umschrift lautet: Za slobodnu i nezavisnu državu HRVATSKU (Für einen freien und unabhängigen Staat KROATIEN).
Der Durchmesser der Medaille beträgt 36 mm.

## Trageweise
Beide Stufen der Medaille wurden auf der linken Brustseite, an einem 40 mm breiten rot-weiß-blauen Dreiecksband, getragen.

## Träger

### Silber
1. Ivan Devčić (1904–1974)
2. Ante Pejković
3. Jakov Rukavina
4. Petar Šarlija
5. Rafael Boban (1907–nach 1945)
6. Mile Barešić
7. B. V. Ninski (d. i. Ventura Baljak)
8. Jure Devčić
9. Pavao Devčić
10. Matilda Devčić, posthum für ihren gefallenen Sohn Stjepan (Stipe) Devčić

### Bronze
1. Ivica Abramović
2. Jerko Sudar
3. Antun Šuper
4. Josip Barić

## Sonstiges
Es gibt keine Miniaturen oder Schachteln.

## Bedeutung
Von seiner Bedeutung und dem seinem Träger damit verliehenen Status, kann die Auszeichnung mit dem deutschen Blutorden verglichen werden, wobei die Anzahl der Träger bedeutend geringer war.